# Asuna Tanaka
Pour les articles homonymes, voir Tanaka.
Asuna Tanaka (田中明日菜, Tanaka Asuna), née le 23 avril 1988 à Sakai, dans la Préfecture d'Ōsaka, est une footballeuse internationale japonaise évoluant au poste de milieu de terrain  et compte 23 sélections en équipe nationale du Japon.

## Biographie

### Carrière en club
De 2009 à 2013, elle évoluait en club à l'INAC Leonessa.

### Carrière internationale
Asuna Tanaka fait partie de la sélection japonaise présente lors de la Coupe du monde de football féminin des moins de 20 ans 2008 qui termine son parcours en quarts de finale. Elle fait ses débuts en équipe première en 2011.
Asuna Tanaka fait partie du groupe vainqueur de la Coupe du monde de football féminin 2011, remportée en finale face aux États-Unis ; elle joue les dernières minutes d'un match du premier tour contre la Nouvelle-Zélande.

## Palmarès

### En club
- Vainqueur du Championnat du Japon de football féminin en 2011 avec l'INAC Leonessa[1]

### En sélection nationale
- Vainqueur de la Coupe du monde de football féminin 2011
- Médaille d'argent aux Jeux olympiques d'été de 2012